# 徐驰
徐驰（1913年10月—2012年11月19日），原名徐和春，男，山东沂水人，中华人民共和国政治人物、工程师。中共第九届、十届、十一届中央候补委员。

## 生平

### 民国时期
1932年至1937年在同济大学德文科及机械工程系学习。1937年，因抗日战争爆发，赶赴延安。1938年1月至6月，在延安抗日军政大学学习，同年3月加入中国共产党，随后做宣传工作。经滕代远举荐，1938年7月至1945年10月，在延安军工局兵工厂、炼铁厂任工程师、厂长，主持生产火药与炸药。
1945年11月至1946年2月由延安赴热河。1946年3月至1948年春，任晋察冀军区军工部生产处处长。1948年春至10月，任华北联合行政委员会、华北人民政府企业部工程处处长。1948年11月至1950年，任北平军事管制委员会企业处处长。

### 人民共和国时期
1950年至1956年12月，任中央人民政府重工业部计划司司长、重工业部计划司司长，1955年1月起任部长助理、部党组委员。1956年12月，起任冶金工业部部长助理、党组委员。1959年9月至“文化大革命”初期，任冶金工业部副部长、党组委员、党委委员。曾兼任四川省攀枝花特区党委书记、攀枝花特区工地指挥部总指挥，中共中央西南局三线建设委员会委员，四川省渡口市革委会主任。文化大革命期间受到冲击。
1968年5月28日，四川省革命委员会成立，他担任党的核心小组成员；1971年8月至1978年8月，任中共四川省委书记（时设有第一书记）。1978年3月至1979年12月，再度出任冶金工业部副部长、党组成员。1980年2月至1982年5月，任国务院机械工业委员会、国家机械工业委员会副主任、党组成员。1982年5月，任国家经济委员会顾问。1995年退休。2012年11月19日在北京逝世，享年99岁。